# 에마뉘엘 토드
에마뉘엘 토드(프랑스어: Emmanuel Todd, 1951년 5월 16일 ~ )는 프랑스의 역사가, 인류학자, 인구 학자, 사회학자, 파리 국립인구학연구소 (INED)의 정치학자이다. 그의 연구는 전 세계의 다양한 가족 구조 와 신념, 이데올로기, 정치 체제 및 역사적 사건과의 관계를 조사한다. 그는 또한 다수의 정치 에세이를 출판했으며 이는 프랑스에서 광범위하게 다루어졌다.